# گورنگه تلامینو
گورنگه تلامینو (به صربی: Gornje Tlamino) یک منطقهٔ مسکونی در صربستان است که در بوسیلگراد واقع شده‌است. گورنگه تلامینو ۱۸۴ نفر جمعیت دارد.